# Lo scambio simbolico e la morte
Lo scambio simbolico e la morte (L'échange simbolique et la mort) è una delle opere principali di Jean Baudrillard, pubblicata nel 1976.

## Il libro
Baudrillard distingue tre età di segni o “tre ordini di simulacri”: dopo l’era dell’”imitazione” e quella della “produzione”, viviamo ora nell’era della “simulazione” – una condizione sociale in cui segni e realtà diventano sempre più indistinguibili. I segni, secondo Baudrillard, si sono distaccati da ciò che significano e sono diventati “privi di riferimenti”. I codici segnaletici delle città moderne, della pubblicità e dei media fingono solo di essere messaggi decifrabili. In realtà, però, sono puramente fini a se stessi, con loro si mantiene il sistema complessivo della società in modo che “ognuno resti al suo posto”. I personaggi “simulano” una realtà artificiale come un'iperrealtà invece di rappresentare un mondo reale.